# 李實 (嘉靖己丑進士)
李實（1497年—1556年），字希大（一作字希文），號石洲，廣東省惠州府海豐縣人，軍籍，治《書經》。

## 生平
十月十七日生，行二。由國子生中式嘉靖四年（1525年）乙酉科廣東鄉試第九名舉人，三十三歲中式嘉靖八年（1529年）己丑科會試第六十名，三甲第十二名進士。授行人司行人，十一年五月选授陕西道試监察御史，丁嫡母艰归。十五年五月實授，奉命往贵州覆核钱粮。

## 家族
曾祖李昶；祖李倫；父李璝；嫡母強氏（1465年-1532年）；生母丘氏。具慶下，妻湯氏，兄華，弟蕃；雲；喬；昂；郁；繡。